# Tonsillolito
Un tonsillolito è un calcolo tonsillare, concrezione di materiale semisolido (dal greco λίϑος, lìthos, «pietra») di colore bianco o giallastro che si forma nelle cripte tonsillari.
Molto spesso, e soprattutto nel caso di piccole dimensioni, i tonsilloliti tendono ad essere assolutamente asintomatici, dando al massimo un leggero fastidio in fondo alla gola, e pertanto solo rarissimamente raggiungono l'evidenza clinica: nella letteratura medica degli ultimi anni, ad esempio, sono stati riportati solo 50 casi.
Tra i casi riportati, alcuni tonsilloliti hanno raggiunto il diametro di 4 centimetri; altri hanno superato i 40 grammi di peso.
Queste formazioni si compongono di resti di cibo, cellule morte della mucosa e di batteri, calcificazioni. Vengono spesso eliminate con violenti starnuti.
I tonsilloliti sono maleodoranti, solitamente puzzando di catarro, e provocano spesso alitosi.

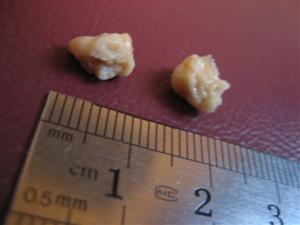
Tonsilloliti

## Automedicazione
I tonsilloliti possono essere rimossi dal paziente usando vari metodi. Benché difficoltoso da farsi a causa del riflesso faringeo, lo strofinio con uno spazzolino da denti può rimuovere i tonsilloliti superficiali. Un altro metodo efficace per la rimozione dei tonsilloliti richiede una pressione esercitata con un dito ben pulito (o con un bastoncino cotonato per orecchie imbevuto di antisettico orale) contro il fondo della tonsilla, verso l'alto. La pressione "spreme" fuori i calcoli. L'uso di un analgesico orale può aiutare a sopprimere il riflesso faringeo facilitando l'operazione.
Un rimedio per la rimozione dei tonsilloliti superficiali più grandi, senza stimolare il riflesso faringeo, è quello di flettere la gola, sollevare la lingua contro il palato e inghiottire. La "spremitura" delle tonsille così ottenuta può a volte causare l'espulsione di un tonsillolito.
Di aiuto possono anche essere strumenti per l'irrigazione impulsiva del cavo orale, per lavare le cripte delle tonsille. È necessario usare un livello molto basso di potenza per evitare lesioni ai tessuti. Una pipetta contagocce, specie se a punta curva, può aspirare tonsilloliti sufficientemente piccoli.
Tonsilloliti che si sviluppino all'interno del tessuto delle tonsille non sono facilmente rimovibili, ma tenderanno a spostarsi alla superficie con il tempo.
In ogni caso, bisogna prestare molta attenzione nella rimozione dei tonsilloliti, per evitare la lacerazione del tessuto tonsillare e conseguente possibile sanguinamento.

## Trattamento chirurgico
La forma più invasiva di terapia prevede la rimozione chirurgica del tonsillolito mediante curettaggio o con una tonsillectomia per rimuovere l'intera tonsilla. Quest'ultimo metodo, il più drastico, rimuove definitivamente il problema ma, normalmente, non è indicato né raccomandato.
Una cura di più lungo termine si realizza mediante ablazione laser (criptolisi laser). Sotto anestesia locale, un laser a biossido di carbonio vaporizza e rimuove la superficie della tonsilla lisciando i margini delle cripte, e appiattendoli così che non possano più facilmente intrappolare materiale estraneo da cui formare il tonsillolito.